# Ала Наджар
Ала Наджар (араб. علاء نجار) — лікар, вікіпедист та інтернет-активіст. В серпні 2021 року на щорічній конференції «Вікіманія» був оголошений Вікімедійцем року за його піонерську роль у розвитку арабської та медичної спільнот, а також за його роль у розробці теми COVID-19.
Наджар, використовуючи нік علاء (ʿAlāʾ), є активним учасником Вікіпроєкту «Медицина» та адміністратором-волонтером арабської Вікіпедії. Є членом правління Користувацької групи вікімедійців з регіону Левант і членом редакційної ради Вікіжурналу медицини.

## Біографія
Наджар закінчив медичний факультет Александрійського університету в січні 2021 року, отримавши ступінь бакалавра медицини, бакалавра хірургії (MB Bch). Зараз він працює в «дуже завантаженій державній лікарні», як він повідомив The National у 2021 році.

### Вікімедіа

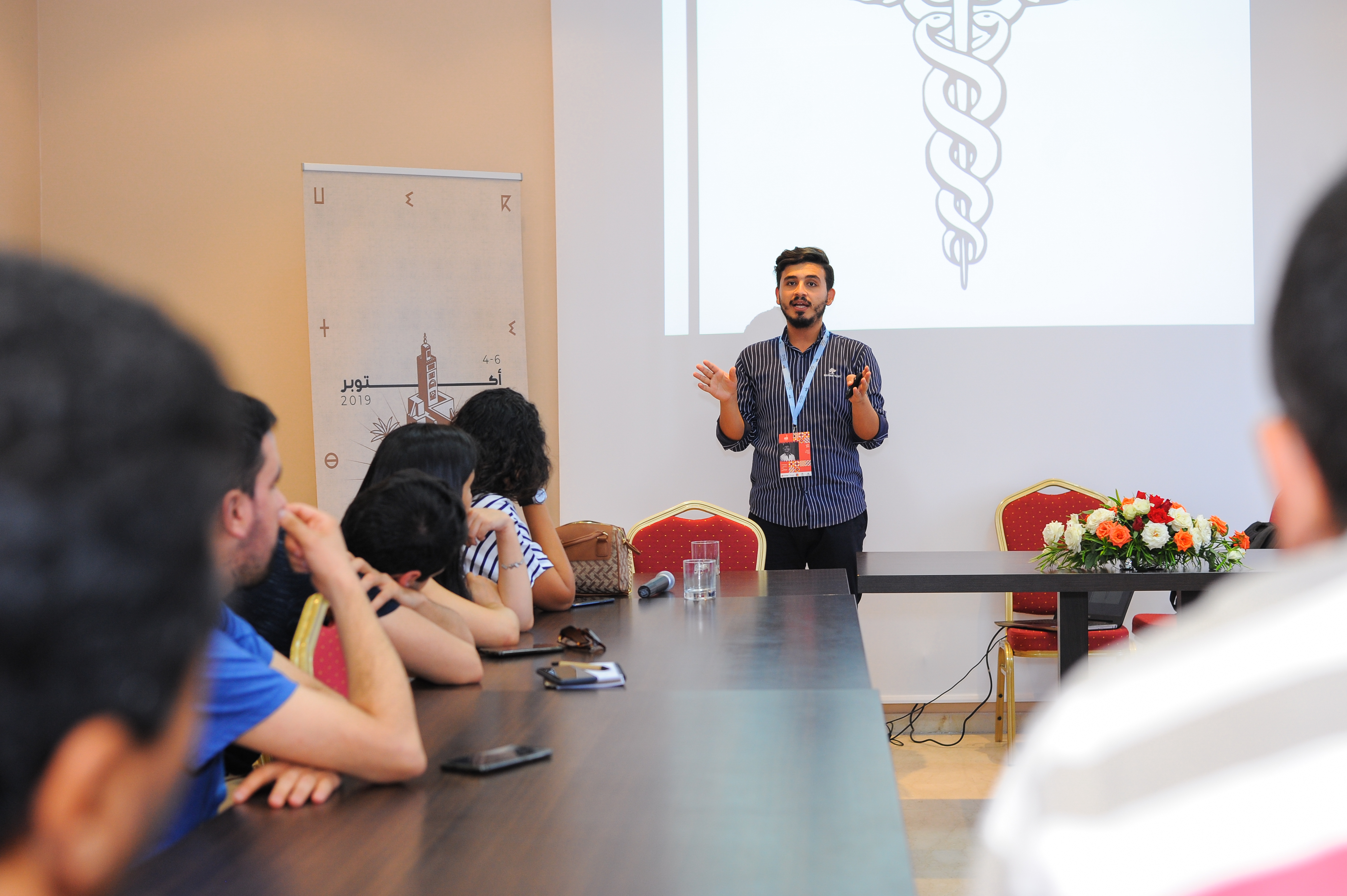
Наджар виступає з презентацією Вікіпроєкту «Медицина» на WikiArabia

Найджар є активним дописувачем з 2014 року, і більшість його редагувань зосереджено на статтях, пов'язаних з медициною. Він також є адміністратором арабської Вікіпедії та виконує кілька інших функцій у різних проєктах Фонду Вікімедіа. Він також є членом правління Користувацької групи вікімедійців з регіону Левант та членом редакційної ради Вікіжурналу медицини з грудня 2018 року. Крім того, він є членом офіційної команди соціальних мереж арабської Вікіпедії.
Він очолював проект COVID-19 в Арабській енциклопедії та робить значний внесок у Вікіпроєкт «Медицина». Робота Найджара допомагає боротися з медичною дезінформацією та протистояти пандемії за допомогою надійної, перевіреної інформації.
15 серпня 2021 року співзасновник Вікіпедії Джиммі Вейлз назвав його Вікімедійцем року. Наджара похвалили за його піонерську роль у розвитку арабської та медичної спільноти, а також за його роль у розробці тем, пов'язаних з COVID-19. Через обмеження на поїздки Вейлз не зміг особисто доставити нагороду Наджару, як це було прийнято, а натомість поспілкувався з ним під час несподіваного дзвінка у Google Meet.